# Cariblatta insignis
Cariblatta insignis är en kackerlacksart som beskrevs av Rocha e Silva 1974. Cariblatta insignis ingår i släktet Cariblatta och familjen småkackerlackor. Inga underarter finns listade.